# 1,1'-二异氰酸二茂铁
1,1'-二异氰酸二茂铁或二茂铁-1,1'-二异氰酸酯是一种有机铁化合物，化学式为Fe(C
5H
4NCO)
2。它可以1,1'-二茂铁二甲酸为原料，由二酰基叠氮化物的库尔提斯重排反应得到。它的异氰酸基团水解，可以得到1,1'-二氨基二茂铁。它和硅氧烷二醇反应，可以得到多种聚(硅氧烷–氨基甲酸乙酯)交联聚合物。